# Macrolepiota excoriata
Pour la pomme, voir Nez de chat.
Espèce
Macrolepiota excoriata, la lépiote excoriée, coulemelle excorié ou nez de chat  est une espèce de champignons basidiomycètes de la famille des Agaricaceae. La variété est un bon comestible, à condition de rejeter le pied 